# Löbejün
Löbejün è una frazione della città tedesca di Wettin-Löbejün.

## Storia
Il 1º gennaio 2011 la città di Löbejün venne fusa con la città di Wettin e con i comuni di Brachwitz, Döblitz, Domnitz, Gimritz, Nauendorf, Neutz-Lettewitz, Plötz e Rothenburg, formando la nuova città di Wettin-Löbejün.

## Geografia antropica
La frazione di Löbejün comprende la località di Schlettau.